# ماونتین اسپرینگز (نوادا)
ماونتین اسپرینگز (به انگلیسی: Mountain Springs) یک منطقهٔ مسکونی در ایالات متحده آمریکا است که در شهرستان کلارک، نوادا واقع شده‌است. ماونتین اسپرینگز ۱٬۶۴۹ متر بالاتر از سطح دریا واقع شده‌است.